# Pulau Banyak (onderdistrict)
Pulau Banyak is bestuurlijk ingedeeld als een onderdistrict in het regentschap Aceh Singkil in de provincie Atjeh, Indonesië.
Het onderdistrict telt 3916 inwoners (volkstelling 2010).
- Pulau Baguk (inwoners: 1358)
- Pulau Balai (inwoners: 1608)
- Teluk Nibung (inwoners: 950)